# Sochaux
Sochaux è un comune francese di 4 212 abitanti situato nel dipartimento del Doubs nella regione della Borgogna-Franca Contea.
Il gruppo industriale PSA Peugeot Citroën ricopre un'estrema importanza per il comune, avendo uno dei suoi maggiori impianti produttivi proprio nel territorio di Sochaux. Il museo della compagnia (in francese: Musée de l'Aventure Peugeot) è situato qui. L'emblema della casa automobilistica Peugeot, un leone, è derivato dello stemma di Sochaux.

## Società

### Evoluzione demografica
Abitanti censiti